# ザ・ゴルフクラブ竜ケ崎
ザ・ゴルフクラブ竜ケ崎（ザ・ゴルフクラブりゅうがさき）は、茨城県龍ケ崎市泉町にあるメンバーシップ制のゴルフ場。 

## 概要
ザ・ゴルフクラブ竜ケ崎は、1990年（平成2年）9月8日、旧STT開発の法人会員制として開場され、その後、 2002年（平成14年）、「パシフィックゴルフマネージメント株式会社」が所有、「PGMホールディングス株式会社」によって運営されている。ゴルフコースの設計は加藤俊輔が行った。コースは典型的な林間コースで、広くフラットで大小の池を生かし、微妙なアンジュレーションのあるコース 。 
加藤俊輔は、1933年（昭和8年）東京都に生まれ、太平洋クラブに勤務、1986年（昭和61年）カトーインターナショナルデザインを設立。1993年（平成5年）、日本ゴルフコース設計者協会を設立して初代理事長に就任、設計したコースは70以上にも及ぶ。

## 所在地
〒301-0857 茨城県龍ケ崎市泉町字原口1592-77

## コース情報
- 開場日 - 1990年9月8日
- 設計者 - 加藤俊輔
- コースタイプ - 林間コース
- 面積 - 720,000m2（約21.7万坪）
- コース - 6,679ヤード、18ホールズ、パー72、コースレート 71.6、
- グリーン - ベント1グリーン（ペンクロス）
- ハザード - 池が絡むホール6
- プレースタイル - 乗用カート、セルフ・キャディ選択制
- 練習場 - なし、アプローチ・バンカー練習場 10打席、100ヤード
- 休場日 - 年中無休（指定休あり）[3][4][2]

## ギャラリー
- ゴルフコース - コースガイド[4]
- クラブハウス - 施設情報[5]

## 交通アクセス
- 鉄道 - JR東日本常磐線 - 龍ケ崎市駅よりタクシー 約15分
- 道路 - 圏央道 - 牛久阿見ICより 7.5km、約10分
- クラブバス - 無し

## 関連文献
- 『月刊ゴルフマネジメント』10巻52号、「ザ・ゴルフクラブ竜ケ崎」、東京 一季出版、1989年5月、2020年6月26日閲覧
- 『ゴルフ場ガイド 東版』2006-2007、「ザ・ゴルフクラブ竜ケ崎（茨城県）」、ゴルフダイジェスト社、2006年5月、2020年6月26日閲覧
- 『ゴルフダイジェスト オンライン』、「ザ・ゴルフクラブ竜ケ崎」、2000-2005年、2020年6月26日閲覧